# Billy Butlin
Billy Butlin, właśc. sir William Heygate Edmund Colborne Butlin (ur. 29 września 1899 w Kapsztadzie, zm. 12 czerwca 1980 na Jersey) – brytyjski przedsiębiorca w branży turystycznej, twórca i właściciel sieci parków wakacyjnej rozrywki Butlin’s.

## Życiorys
Był synem pastora Williama Butlera i Berthy Hill, prowadzącej wędrowny tryb życia. Małżeństwo jego rodziców uważane było za mezalians, toteż Butlerowie przenieśli się do Południowej Afryki. Po rozpadzie małżeństwa matka wróciła z synem do Wielkiej Brytanii, po czym ponownie wyszła za mąż i wyjechała do Kanady. Młody Buttlin porzucił szkołę w wieku 14 lat, głównie z powodu nękania go na tle akcentu. Zatrudnił się jako chłopiec na posyłki w największym domu towarowym w Toronto. Jako pracownik często bywał w ośrodku wakacyjnym, skąd zaczerpnął pomysł na dalsze życie.
Po służbie w kanadyjskim wojsku podczas pierwszej wojny światowej powrócił do Wielkiej Brytanii. W 1936 otworzył swój pierwszy ośrodek wakacyjny w Skegness, wprowadzając wiele elementów, które podpatrzył w Kanadzie: kąpielisko, wesołe miasteczko i inne formy taniej rozrywki. Wybór miejsca podyktowany był niską ceną gruntu, który nie nadawał się do uprawy. Butlin postawił na niezamożnych klientów: tydzień pobytu w ośrodku wczasowym, z zakwaterowaniem i wyżywieniem kosztował równowartość tygodniowych zarobków. Pomysł okazał się ogromnym sukcesem. Podczas drugiej wojny światowej w jego ośrodkach trenowali żołnierze brytyjscy. Po wojnie odkupił od rządu swe ośrodki za 40% ich wartości i przywrócił im pierwotną funkcję. Wykupił również prawie cały sprzęt z wesołych miasteczek w Wielkiej Brytanii. W 1964 przyznano mu tytuł szlachecki.